# OPOÂZ
L'OPOÂZ o Opojaz (in russo Общество изучения поэтического языка?, Obŝestvo izučeniâ poètičeskogo âzyka, Società per lo studio del linguaggio poetico) fu un circolo culturale fondato a San Pietroburgo, all'epoca Pietrogrado, attorno al 1915-16 il quale, assieme al contemporaneo Circolo linguistico di Mosca nato con l'intento di promuovere studi di linguistica e di poetica, diede origine alla scuola nota come «Formalismo russo» o «Scuola formalistica», attiva negli anni tra il 1916 e il 1925. 
In realtà molti appartenenti a queste due scuole rifiutavano il termine «formalismo», giudicato denigratorio e comunque creato dall'esterno, preferendogli la denominazione «Scuola morfologica». La «Scuola formalistica» vera e propria (o «Scuola morfologica», come veniva chiamata da molti aderenti) sopravvisse fino a metà degli anni venti e influenzò in maniera significativa gli studi sulla teoria della critica letteraria e sulla semiotica. Per la storia del formalismo, dei suoi rapporti con altre metodologie critiche dell'epoca e con l'avanguardia letteraria si rimanda, escludendo la bibliografia in russo, alle monografie critiche di Erlich, di Ambrogio e all'antologia curata da Todorov. 

## Storia
L'OPOÂZ, che secondo alcune fonti sta per «Associazione per lo studio del linguaggio poetico», mentre secondo altre per «Associazione per lo studio della teoria del linguaggio poetico», è stato un circolo scientifico semi-informale, fu fondato intorno all'anno 1916 (il carattere informale dell'associazione impedisce, appunto, di individuare una data precisa).
Rispetto al Centro Linguistico di Mosca, composto perlopiù da linguisti impegnati nel campo della poetica, l'OPOÂZ raccolse un gruppo di studiosi molto eterogenei fra loro. Tra i membri storici dell'OPOÂZ figurano:
- teorici e di storici della letteratura (Viktor Šklovskij e Boris Ejchenbaum)
- linguisti (Evgenij Polivanov, Lev Jakubinskij)
- poetologi (Sergej Bernštejn, Osip Brik).

Molti membri dell'OPOÂZ erano legati al movimento futurista e a Vladimir Majakovskij.
Cinque anni dopo la fondazione del movimento, nel 1920, i formalisti entrarono a far parte della cultura accademica ufficiale e si raccolsero nella "Facoltà di storia della letteratura", diretta da Viktor Žirmunskij presso l'Istituto Nazionale di Storia dell'Arte di Pietrogrado. In realtà, solo alcuni membri della "Facoltà di storia della letteratura" appartenevano alla "vecchia guardia" dell'OPOÂZ, mentre la maggior parte erano neofiti. Tra di loro figurano:
- Boris Tomaševskij
- Jurij Tynjanov
- Viktor Vinogradov

Mentre Tomaševskij e Tynjanov fecero proprie e approfondirono ulteriormente le tesi formaliste, Vinogradov occupò una posizione autonoma e marginale al movimento.
Successivamente, alcuni formalisti (tra cui Šklovskij e Brik) aderirono al Fronte di Sinistra delle Arti (LEF) guidato da Majakovskij.

## Manifesti e metodo di ricerca
Manifesto dell'OPOÂZ possono considerarsi le seguenti opere giovanili di Šklovskij: «La resurrezione della parola» (1914) e «L'arte come artificio» (1917), nelle quali si critica aspramente l'approccio all'arte, e in particolare alla letteratura, come a un «sistema di immagini», e si propugna la tesi secondo cui l'arte è la somma di tutte le tecniche di un artista («metodo formale applicato alla scienza del testo»). I vari partecipanti all'OPOÂZ in differenti periodi della sua attività e negli anni successivi sostennero questa tesi secondo diversi stadi (dallo svolgimento sequenziale dello stesso Šklovskij, attraverso significative integrazioni e precisazioni di Tynjanov, fino alla completa negazione da parte di Tomaševskij). 

## Critiche e influenza
Dagli anni Venti in poi, il metodo formale venne sottoposto a dure critiche (compreso il capitolo appositamente dedicato nel libro di Lev Davidovič Trockij “Letteratura e Rivoluzione”, 1923), per poi arrivare alla decisa condanna da parte degli ideologi comunisti e della scienza del testo ufficiale. Dopo le campagne in nome dell'«arte proletaria» che si svolsero a metà degli anni Trenta, la parola stessa «formalismo» divenne un insulto e un capo d'imputazione politica.
In altri paesi, nello stesso periodo, il metodo formale influenzò la comparsa dello strutturalismo (per mezzo del Circolo linguistico di Praga, a cui partecipava Jakobson, da emigrato) e del poststrutturalismo, ma anche lo sviluppo della semiotica e della semiologia all'estero e, più tardi, nell'Unione Sovietica, nella Russia postsovietica e negli altri nuovi stati indipendenti (degna di nota, in particolare, l'attività della scuola semiotica di Tartu-Mosca).